# Palazzo Guidi Raggio
Palazzo Guidi Raggio si trova in via Alfani 42-44 a Firenze.

## Storia

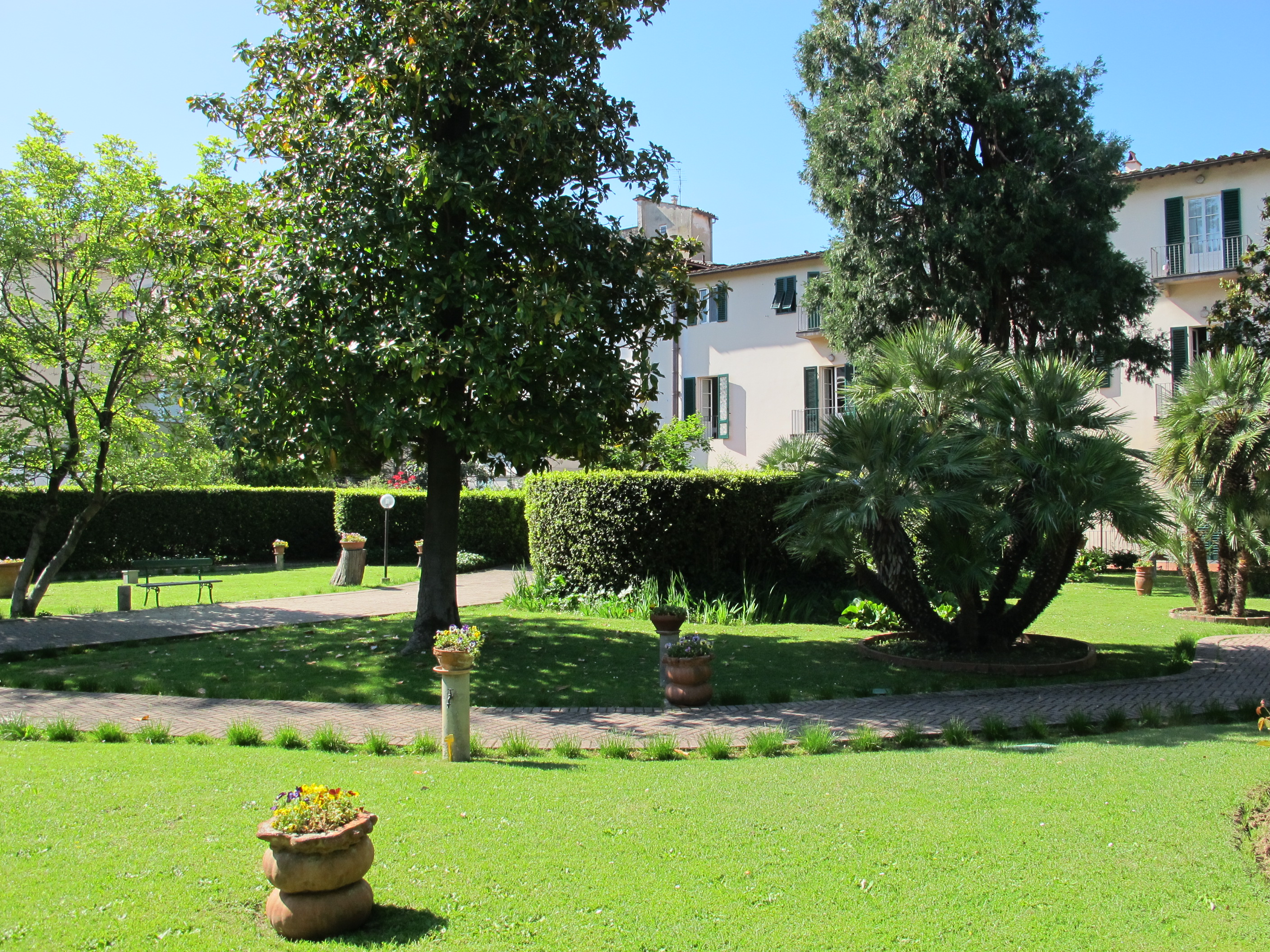
Il giardino del palazzo

In questo sito si trovava un tiratoio dell'Arte della Lana detto "degli Angeli" perché dirimpetto al monastero di Santa Maria degli Angeli. A ricordo di questa funzione restano tutt'oggi due stemmi dell'arte della lana sulla facciata.
La proprietà dell'immobile e del terreno circostante venne acquistata alla fine del XVII secolo dai Giugni, proprietari dell'attiguo palazzo, presumibilmente in occasione del matrimonio tra Niccolò Giugni e Luisa Giraldi (1691), in un momento in cui la famiglia molto aveva investito per ampliare ed arricchire la propria residenza. L'attuale edificio fu tuttavia eretto solo a Ottocento inoltrato, come dichiarato dal disegno dell'esteso fronte, organizzato su tre piani per nove assi.
Passato poi alla famiglia Guidi Raggio, dagli anni Cinquanta del Novecento è stato donato alle Suore Minime del Sacro Cuore, di regola francescana, che l'hanno trasformato in una casa di riposo.

## Descrizione
Se il palazzo non ha elementi di particolare pregio architettonico, ben più interessante è il giardino del complesso, uno dei più vasti giardini privati della zona, che si congiunge internamente con quello di palazzo Giugni. La zona verde è chiusa da mura sui quattro lati, un po' a ricordo degli antichi horti conclusi dei monasteri. Vi si trovano vari alberi e piante da fiore, tra cui spicca un glicine, ed esiste anche una limonaia. Accanto a quest'ultima si trova una piccola grotta artificiale ottocentesca, composta da una nicchia interamente ricoperta da rocce spugnose e dalla vegetazione. Oggi decorata da un'immagine sacra, ricorda nelle forme un'analoga struttura a palazzo Ximenes-Da Sangallo.

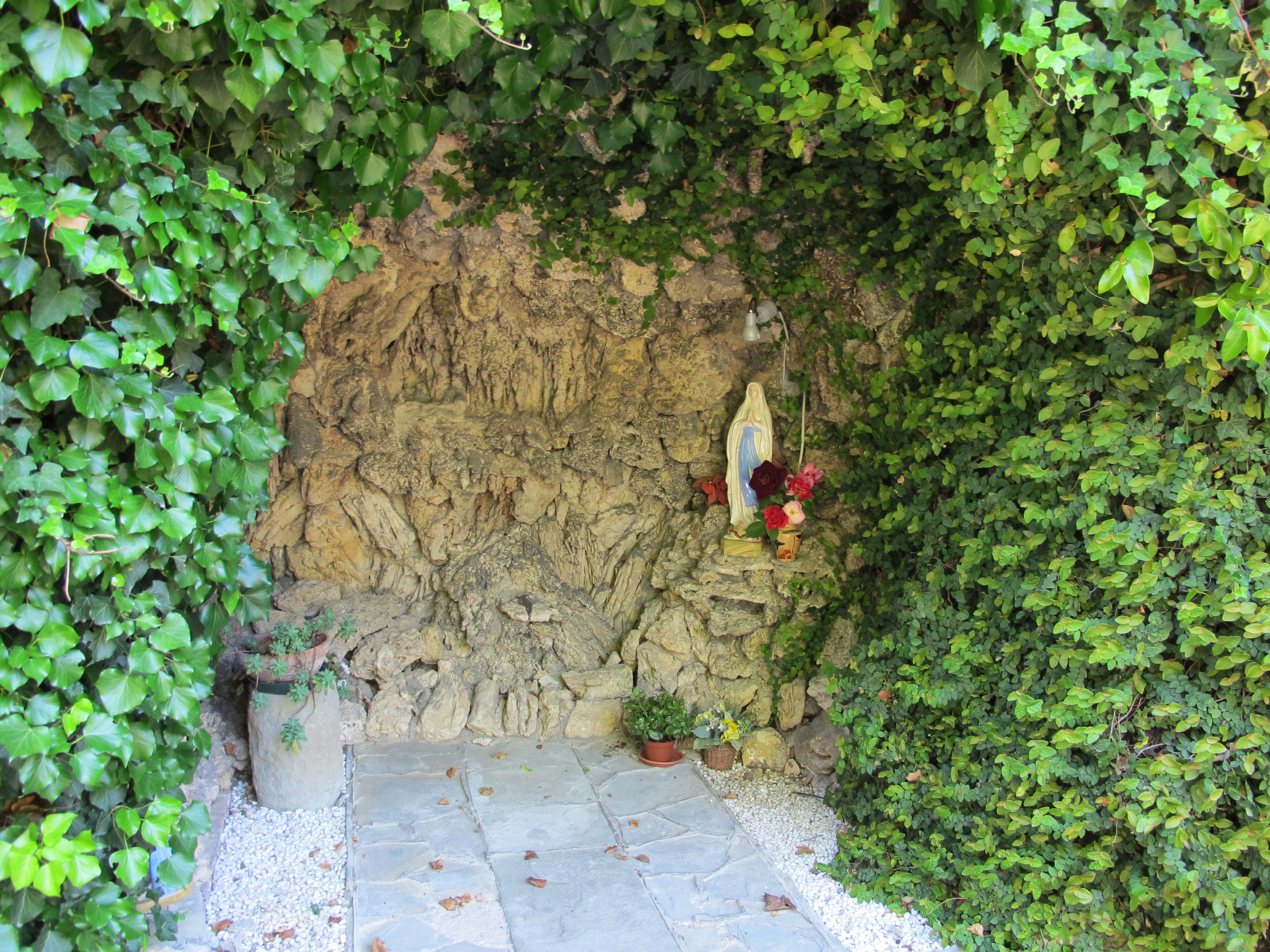
La grotticina